# Mike Buckna
Mike Buckna, zvaný Matej i Matěj, (5. září 1913 Trail, Kanada – 6. ledna 1996 Milwaukee, USA) byl lední hokejista a trenér, který dosáhl mnoha úspěchů v Československu. Jako hrající trenér působil v prvním mezinárodně úspěšném československém klubu LTC Praha. Z trenérského postu přivedl československou hokejovou reprezentaci k zisku prvního titulu mistra světa a k dalším medailím včetně stříbrné z olympijského turnaje. Je členem Síně slávy IIHF od roku 2004.

## Před druhou světovou válkou
Mike Buckna se narodil slovenským rodičům v Kanadě. Od žáků hrál za klub Trail Smoke Eaters.

### Buckna v Československu
V listopadu roku 1935 dorazil Buckna s kamarádem do Československa. Není zcela jasné, zda se jel pouze podívat do vlasti rodičů či dorazil kvůli inzerátu, který nechal uveřejnit klub LTC Praha. Podobně není zřejmé, kdo ho jako první viděl na zimním stadiónu na Štvanici bruslit, ale smlouvu podepsal ještě týž den. Brzy si zahrál sice v jednom útoku i s tehdy nejlepším československým střelcem Josefem Malečkem, ale obvykle v dalších více než třech letech vedl jako centr druhý útok LTC Praha.
Buckna si přes své mládí získal díky svým hokejovým dovednostem dostatečný respekt i u mnohem starších spoluhráčů. Pomohlo mu to zvládnout úlohu hrajícího trenéra. Z této pozice pomohl LTC Praha k titulu mistra ligy v prvních třech ročnících nově ustavené soutěže. V roce 1937 klub pod jeho vedením po několika letech opět vyhrál prestižní evropskou klubovou soutěž Spenglerův pohár. Buckna nebyl prvním hokejistou z Kanady, který na československém území působil, ale byl to právě on, kdo dokázal druhé strhnout svým zaujetím pro hru a byl přirozeným vůdcem i z trenérské pozice.

### Poprvé u československé reprezentace
Mistrovství světa v ledním hokeji 1938 se konalo v Praze a domácí hokejový svaz se kromě pečlivých příprav na hladký průběh mistrovství a kongresu ke 30. výročí založení LIHG soustředil i na zajištění co nejlepšího výkonu československé hokejové reprezentace. Pomoci k tomu měl z trenérského postu Buckna. Jeho schopnosti se projevily např. v tom, že nejdůležitějším hráčem obrany se v domácím týmu stal František Pácalt, který mnoho let předtím hrál v útoku. Mužstvo soustředěné kolem muže, který téměř nestřídal a vedené schopným trenérem, který v případě potřeby nasadil do hry pět útočníků, získalo bronzové medaile.
Buckna se i přes pravidelné návraty do Kanady v Československu cítil velmi dobře. Získal si zde mnoho známých i mimo sport např. z filmové oblasti a po úspěchu na pražském mistrovství světa se za velkého zájmu v hlavním městě oženil. V roce 1939 reprezentovali na mistrovství světa Kanadu hráči klubu Trail Smoke Eaters. Mike Buckna, který se právě v tomto klubu s ledním hokejem seznámil, ovšem odmítl nabídku na zařazení do tohoto týmu a do Švýcarska opět odjel jako technický poradce československého mužstva. Československý omlazený tým málem na mistrovství světa Kanaďany porazil, ale posléze se po dodatečném zápase, který sehrál s domácím celkem tři týdny po turnaji, musel smířit se čtvrtým místem. Deset dní po dodatečném utkání přestala existovat republika, kterou hokejisté reprezentovali a na konci března Buckna odjel s manželkou do Kanady.

## Po druhé světové válce

### Zisk titulu mistra světa a Evropy s československou reprezentací
Během druhé světové války se Bucknovým narodil syn, kterého pojmenovali po otci. Buckna se okamžitě po  ní vrátil k hokeji v Trailu. Již na konci roku 1946 se však přepravil do Československa. Ke klubu LTC Praha se jako hrající trenér mohl připojit až na začátku příštího roku. Získal s ním další titul mistra ligy. Buckna byl hlavní postavou trenérských kursů, který byly uspořádány v Praze a Brně. Ukázal, jak je důležité hokejovou praxi skloubit s teoretickým základem. Zapůsobil jako vzor, od něhož se následně odvinula sláva československého hokeje.
Začátek roku 1947 byl ovšem především spojen s prvním poválečným mistrovstvím světa. Když se jeho pořádání kvůli absenci Kanady vzdala Velká Británie, dostali od LIHG příležitost funkcionáři v čele s Josefem Loosem z Prahy. Ti se rozhodli roli hostitelů přijmout a okamžitě měli jasno i v tom, kdo by měl domácí tým vést. Buckna se k reprezentaci vrátil až na tři oficiální mezistátní zápasy před začátkem mistrovství světa. Přesto neváhal okamžitě v sestavě provádět změny, při nichž se řídil tím, co byli hokejisté schopni předvést a nikoli tím, kdo mu koho doporučoval. Širší kádr tvořilo 26 hráčů, ale nominováno pro mistrovství světa mohlo být pouze 15 hokejistů. Posledním vyřazeným hráčem byl Oldřich Zábrodský, který se nezdál Bucknovi ještě natolik vyspělým hokejistou, aby mužstvo byť nechtěně nepoškodil. Buckna se kvůli tomu dostal do sporu se starším bratrem vyřazeného obránce Vladimírem, který byl ovšem rychle zažehnán.
Trenér Buckna na mistrovství světa nominoval pouze jednoho hráče, který nehrál pravidelně v žádném pražském ligovém klubu. Byl jím útočník Vladimír Bouzek, který si odbyl reprezentační premiéru při návratu Buckny k týmu. Funkci kapitána svěřil reprezentační trenér opoře z předválečného pražského mistrovství světa, ačkoli Pácalt se již zdál mnohým starý. Buckna na mistrovství světa v roce 1947 musel osvědčit své trenérské schopnosti poprvé ve druhém zápase, když jeho svěřenci prohrávali po první třetině s Rakušany. Československá hokejová reprezentace vítězila ve všech zápasech až do předposledního dne mistrovství světa, kdy prohrála se Švédy. Po překvapivé prohře Švédů s Rakušany v posledním dni však nebyl pro Bucknu problém motivovat domácí hokejisty před utkáním s Američany a přivést je před vlastním publikem k prvnímu titulu mistra světa a dalšímu titulu mistra Evropy.

### Olympijská sezóna
V následující sezóně Buckna ve funkci hrajícího trenéra pomohl klubu LTC Praha nejprve na konci roku 1947 k dalšímu vítězství v prestižním Spenglerově poháru. O několik měsíců později v dalším roce se stejným klubem získal opět titul mistra ligy. Celkově v dresu tohoto klubu v lize vstřelil 40 gólů. Přesto se s ním ovšem rozešel a přešel do Sparty Praha. Důvodem byl nový spor s Vladimírem Zábrodským.
Na přelomu ledna a února se v roce 1948 konal hokejový turnaj v rámci zimních olympijských her. Mike Buckna na něm opět vystupoval jako trenér československé hokejová reprezentace. Do Švýcarska mohl s sebou vzít o dva hokejisty více, než využil o rok dříve v Praze. V kádru obhájců titulu mistra světa provedl minimální změny, když vzal dva nové obránce Oldřicha Zábrodského a Přemysla Hainého a dva nové útočníky Vladimíra Kobranova a Augustina Bubníka. Československá hokejová reprezentace tentokrát prošla turnajem bez prohry, ale skončila druhá, protože měla horší brankový poměr celkového skóre ze všech zápasů než kanadská hokejová reprezentace, s níž poprvé v historii na oficiálním světovém turnaji neprohrála. Bezbrankovou remízu s vítězem turnaje napadl ještě ve Svatém Mořici nejlepší střelec československého mužstva Vladimír Zábrodský, který si stěžoval na svázanost trenérem zvolenou taktikou. Poukazoval též na možnost lepšího využití přesilových her, kterých měl československý tým k dispozici dvojnásobný počet než soupeř. Trenér Buckna však nechtěl otřást před zbývajícími důležitými zápasy případnou porážkou sebedůvěrou mužstva, které se tak kromě stříbrných medailí dopracovalo i k obhajobě titulu mistra Evropy.
Spor mezi trenérem Bucknou a novým kapitánem týmu V. Zábrodským se kvůli reprezentačnímu útočníkovi objevil po olympiádě i v československém tisku. Buckna se proti kritice kapitána bránil tím, že hokejistům před zápasem s Kanadou nezakázal střílet góly. Pro trenérovu obrannou taktiku mluvily již výsledky na turnaji. V zápasech s outsidery se totiž československý tým nechal unést útokem a inkasoval příliš mnoho branek, čímž si výrazně zhoršil brankový poměr, který při rovnosti bodů rozhodoval o konečném pořadí. Několik dnů po skončení olympijského turnaje se Buckna dočkal dalšího potvrzení správnosti svého přístupu, protože Kanada přijela ke dvěma mezistátním utkáním do Prahy. V prvním zápase se českoslovenští hráči před domácím publikem snažili hrát dle přání veřejnosti a kapitána V Zábrodského. Domácí tým s útočnou taktikou neuspěl a snadno prohrál. Další den řídil Buckna reprezentační tým jako hrající trenér a mužstvo pod jeho vedením dokázalo opět remizovat.

### Odchod a návraty
Bucknu nicméně opakované spory s Vladimírem Zábrodským znechutily natolik, že kvůli nim odešel z klubu LTC Praha, s nímž ani neodcestoval do Moskvy na instruktáž budoucí sovětské hokejové reprezentace. Po únorovém puči Buckna s rodinou Československo na dlouhou dobu opustil.
Trenérské postupy Buckny v československém hokeji přesto nezapadly. Důraz na výběr brankáře a obrannou hru týmu jako celku se zde uchytil i díky tomu, že Buckna zapůsobil jako velký vzor např. na budoucího úspěšného trenéra Vladimíra Bouzka. Další úspěšný trenér Luděk Bukač poznal Bucknu v klubu LTC Praha jako žák a byl hrdý, když ho mohl o téměř 40 let později osobně představit budoucím mistrům světa. Buckna byl totiž přítomen mistrovství světa v ledním hokeji 1985 v Praze jako čestný host a viděl tedy na vlastní oči souboj československé reprezentace s kanadskou o zlatou medaili.
Zemřel 6. ledna 1996 u syna v USA. Matěji mu začal říkat jako první snad známý rozhlasový komentátor Josef Laufer.

## Ocenění
- Člen Síně slávy IIHF – 2004[46]
- Člen Síně slávy českého hokeje – 2008
- Člen Sportovní síně slávy Britské Kolumbie – 1989[47]

## Sportovní úspěchy

### Trenérské
- Mistrovství světa – titul na MS 1947, 3. místo na MS 1938.
- Zimní olympijské hry – 2 místo na ZOH 1948.
- Mistrovství Evropy – titul v letech 1947 a 1948.

### Hrající trenér
- Spenglerův pohár – 1. místo v letech 1937 a 1947 s klubem LTC Praha.
- Československá hokejová liga – mistr ligy 1937, 1938, 1939, 1947 a 1948 vždy s klubem LTC Praha.

## Místa působení

### Hráč
- Trail Smoke Eaters

### Hrající trenér
- LTC Praha (1935–1939 a 1947–1948)

### Trenér
- Československá hokejová reprezentace (1938–1939 a 1947–1948)